# Zero Hour
Zero Hour – amerykański serial, wyprodukowany przez ABC Studios oraz di Bonaventura Pictures Television. Premierę miał 14 lutego 2013. Po wyemitowaniu trzech odcinków został anulowany z powodu zbyt niskiej oglądalności. Nie wiadomo czy i kiedy zostanie dokończony. Twórcami serialu byli Paul T. Scheuring, Lorenzo di Bonaventura i Dan McDermott. Stacja ABC wyemitowała pozostałych 10 odcinków od 15 czerwca 2013 roku.

## Fabuła
Hank Galliston poświęcił życie zawodowe tropieniu i ujawnianiu spisków. Całe jego życie zmienia się, kiedy jego żona Laila zostaje porwana z antykwariatu.  Aby ją odnaleźć, Hank musi rozwikłać jeden z największych spisków w historii.

## Obsada
- Scott Michael Foster jako Aaron Martin
- Addison Timlin jako Rachel Lewis
- Anthony Edwards jako Hank Galliston
- Jacinda Barrett jako Laila Galliston
- Carmen Ejogo jako Beck Riley
- Mikael Nyqvist jako White Vincent

## Gościnnie występy
- Dominik Tiefenthaler jako Adam
- Garciela Beauchamp jako Sen. Michelle Sanders
- Amir Arison jako Theo "Molars"
- Jonathan Dwyer jako Max

## Odcinki
| Sezon | Sezon | Odcinki | Oryginalna emisja | Oryginalna emisja |
| Sezon | Sezon | Odcinki | Premiera sezonu   | Finał sezonu      |
| ----- | ----- | ------- | ----------------- | ----------------- |
|       | 1     | 13      | 14 lutego 2013    | 3 sierpnia 2013   |

### Sezon 1 (2013)
| #  | Tytuł      | Reżyseria         | Scenariusz                                   | Premiera        |
| -- | ---------- | ----------------- | -------------------------------------------- | --------------- |
| 1  | Strike     | Pierre Morel      | Paul Scheuring                               | 14 lutego 2013  |
| 2  | Face       | Pierre Morel      | Paul Scheuring                               | 21 lutego 2013  |
| 3  | Pendulum   | Stephen Williams  | Zack Estrin                                  | 28 lutego 2013  |
| 4  | Chain      | Steven DePaul     | M. Scott Veach, Paul Scheuring, Tom Spezialy | 15 czerwca 2013 |
| 5  | Suspension | Mario Van Peebles | Jerome Schwartz                              | 15 czerwca 2013 |
| 6  | Weight     | Jean de Segonzac  | Denitria Harris-Lawrence, Soo Hugh           | 22 czerwca 2013 |
| 7  | Sync       | Jim McKay         | Tom Spezialy, Jerome Schwartz                | 29 czerwca 2013 |
| 8  | Winding    | Jeff Thomas       | M. Scott Veach, Paul Scheuring               | 6 lipca 2013    |
| 9  | Balance    | Billy Gierhart    | Paul Scheuring                               | 13 lipca 2013   |
| 10 | Escapement | Ken Fink          | Tom Spezialy, Jerome Schwartz                | 20 lipca 2013   |
| 11 | Hands      | Clark Johnson     | Jess Pineda, Julie Benson                    | 27 lipca 2013   |
| 12 | Ratchet    | Stephen Williams  | Dentria Harris-Lawrence, Paul Scheuring      | 3 sierpnia 2013 |
| 13 | Spring     | Stephen Williams  | Jerome Schwartz, Zack Estrin                 | 3 sierpnia 2013 |